# Gerard Croiset

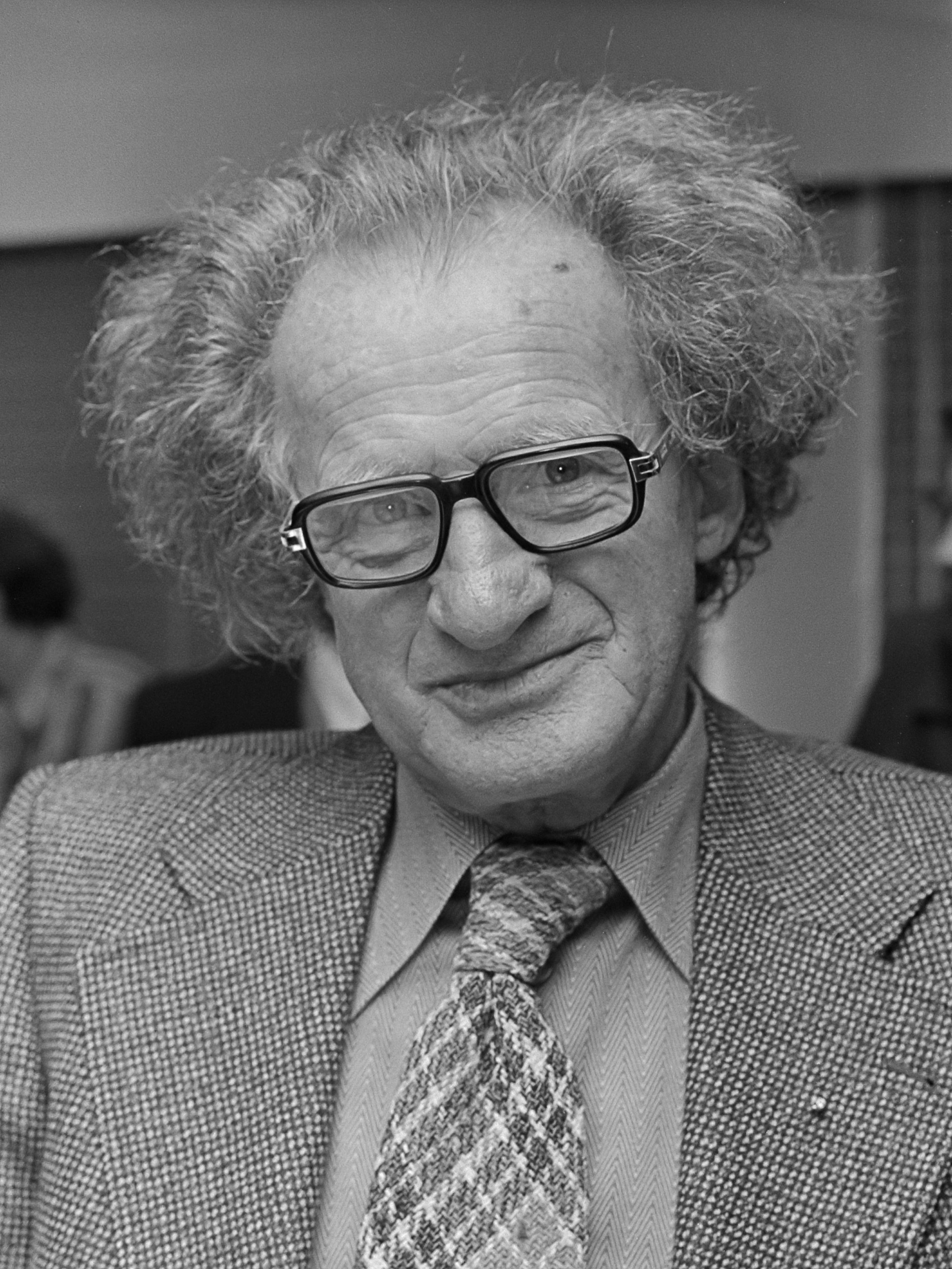
Gerard Croiset (1976)

Gerard Croiset (Bussum, Noord-Holland, 10 maart 1909 – Utrecht, 20 juli 1980) was na de Tweede Wereldoorlog Nederlands bekendste paragnost en paranormaal genezer.

## Biografie
Zijn vader was de Nederlands-joodse acteur Hijman Croiset en zijn moeder Judith Boekbinder, eveneens van joodse afkomst. Hij werd geboren in de commune Walden van Frederik van Eeden onder de naam Gerard Boekbinder. Toen het gezin de leefgemeenschap ongeveer een jaar later verliet, trouwden zijn ouders alsnog, en op 23 februari 1910 werd Gerard door zijn vader erkend. Nadat zijn vader in 1916 het gezin had verlaten en zijn moeder in het ziekenhuis was beland, werd Croiset ondergebracht bij een pleeggezin in Hengelo (O). In zijn jeugd had hij al zogenaamde 'droomvriendjes', mogelijk om zijn eenzaamheid te verdrijven.
In de jaren dertig bouwde Croiset in Twente een zekere reputatie op als paranormaal genezer, en via parapsycholoog G. Zorab van de Studievereniging voor Psychical Research (SPR) kwam hij onder de aandacht van de bijzonder hoogleraar parapsychologie Wilhelm Tenhaeff.
Tijdens de Duitse bezetting wist hij aan de verplichte davidster te ontkomen door de erkenning door zijn vader nietig te laten verklaren en een niet-joodse oud-huisvriend als natuurlijke vader op te voeren. Juridisch gezien thans halfjood, gehuwd met een niet-joodse vrouw, bleef hij voor deportatie gespaard. Na een razzia op 17 oktober 1944 werd hij wel enkele maanden tewerkgesteld in Gronau, Emmerik en Beek. 
Na de oorlog leidde de samenwerking met Tenhaeff tot internationale bekendheid van beide mannen. Naast de zogenaamde stoelenproef, waarin Croiset trachtte van tevoren de persoon te beschrijven die op een bepaalde stoel zou gaan zitten, werd hij ook bekend door zijn hulp aan te bieden bij het zoeken naar vermiste kinderen. Hoewel Croiset tijdens zijn leven veel waardering opbouwde, werd na zijn dood die faam voor een deel tenietgedaan door de onwetenschappelijke methoden die Tenhaeff gebruikte. Een uiteenzetting hierover verscheen in de Skepter van september/december 1988 van de hand van Piet Hein Hoebens, die concludeerde:
"Als buitenzintuiglijke waarneming bestaat, dan zou het inderdaad de meest economische verklaring kunnen zijn voor een aantal van de toevalligheden die in connectie met Gerard Croiset zijn gerapporteerd. Aan de andere kant zou het wel heel erg voorbarig zijn om op basis van het Croiset-materiaal te concluderen dat buitenzintuiglijke waarneming bestaat. Als zijn helderziendheid echt was geweest, waarom was het dan nodig voor Tenhaeff om de feiten te verdraaien?"
Croiset trouwde op 4 augustus 1933 met Gerharda ter Morsche (1910-1973). Uit dit huwelijk werden vier zoons en een dochter geboren. In 1950 nam hij de naam Croiset weer aan. Na het overlijden van zijn eerste echtgenote huwde Croiset op 9 april 1976 met Hendrika Adèle Jonkman (geb. 1930). Op dat moment woonde hij in Houten. Dit huwelijk bleef kinderloos. Croiset overleed op 71-jarige leeftijd aan een hartinfarct. Zijn praktijk werd voortgezet door zijn dochter Nannie Veerman-Croiset (geb. 2 april 1936).

## Kritiek
De Vereniging tegen de Kwakzalverij zet Croiset op de elfde plaats in haar "Top twintig van Kwakzalvers in de twintigste eeuw". De vereniging baseert zich vooral op de vele onjuiste voorspellingen omtrent vermissingen van personen (veelal kinderen) die Croiset door de jaren heen heeft gedaan.

## Wetenswaardigheden
- Croiset was een broer van de acteur Max Croiset, een halfbroer van Odo Croiset, een oom van Hans en Jules Croiset en een zwager van Eli Asser.